# دينو غاردنر
دينو غاردنر (18 يونيو 1993 بتورونتو في كندا - ) هو لاعب كرة قدم كندي في مركز الدفاع. لعب مع نادي ادمونتون.

## وصلات خارجية
- دينو غاردنر على موقع قاعدة بيانات كرة القدم.إي يو (الإنجليزية)